# Banca Mifel
Banca Mifel S.A. Institución de Banca Múltiple Grupo Financiero Mifel 
Institución de banca múltiple, constituida el 3 de diciembre de 1993, uniendo las sílabas iniciales de Mike Feldman filántropo mexicano fundador de Financiera Promoción y Fomento Mifel quien sentó las bases para este grupo a principios de los años 50. Mifel se convirtió en la primera institución en obtener una nueva concesión bancaria tras la privatización de la Banca en México y en menos de una década abrió filiales en banca, arrendamiento, factoraje y operación de sociedades de inversión.

## Historia
La primera sucursal inició operaciones en junio de 1994 y a la fecha cuenta con sucursales bancarias ubicadas en la 
Ciudad de México,
Estado de México, Guadalajara,
Cuernavaca y
Monterrey
así como módulos de agronegocios en las ciudades de 
San Francisco de Campeche Campeche,
Tuxtla Gutiérrez Chiapas,
Ciudad Cuahutémoc Chihuahua,
Torreón Coahuila,
Irapuato Guanajuato,
Morelia y Zamora Michoacán,
Cholula Puebla,
Querétaro Querétaro,
Culiacián Sinaloa,
Hermosillo Sonora,
Ciudad Victoria Tamaulipas,
Villahermosa Tabasco y 
Boca del Río Veracruz
Mérida.

## Empresas de Grupo Financiero Mifel, S.A. de C.V.
- Grupo Financiero Mifel, S.A. de C.V. Controladora
- Banca Mifel, S.A.
- Mifel S.A. de C.V. SOFOM E.R.
- Mifel 3 S.A. de C.V. SOFOM E.R.
- Operadora Mifel, S.A. de C.V.

## Actualidad
2013
En la Convención Nacional Bancaria, del 25 y 26 de abril de 2013 celebrada en Acapulco, Guerrero, la Asociación de Bancos de México (ABM) estrena estructura con la vicepresidencia del Grupo A (conformado por los bancos de nicho), representada por Daniel Becker, director general de Banca Mifel.
2012
Banca Mifel se asocia con Finacle de Infosys y anuncia la exitosa implementación de la solución bancaria universal Finacle utilizada en 165 bancos alrededor de 90 países que permite maximizar procesamiento directo y acelerar la automatización de operaciones representando una transformación tecnológica integral para el banco. 
Daniel Becker Feldman, director general, Banca Mifel, dijo: "En este mercado tan turbulento, la tecnología es un factor clave para ayudarnos a alcanzar nuestro objetivo de ser un banco eficiente y orientado al servicio. Con las soluciones core banking y banca en línea de Finacle, confiamos en que podremos proveer un servicio mejor y más rápido. Esperamos pronto usar las soluciones robustas y escalables de Infosys para ayudarnos a abrir sucursales adicionales, aumentar nuestra base de clientes y crecer en la participación de mercado".
Haragopal Mangipudi, Director Global ‐ Finacle, Infosys dijo: "Nuestra asociación con Banca Mifel muestra nuestro fuerte compromiso con el mercado Latinoamericano. Esta implementación abre nuevos caminos en México para Finacle como la primera implementación de núcleo integrada, de principio a fin - completa con Banca por Internet. Finacle provee un extenso rango de productos y servicios y un soporte al cliente mucho más rápido."
El grupo financiero Mifel colocó deuda en mercados internacionales por 150 millones de dólares liderada por Credit Suisse, la emisión de obligaciones subordinadas a una tasa de 9.75% anual con vencimiento 2022 con participantes de mercados de Chile, Argentina, Singapur, Hong Kong, Suiza, Inglaterra y Estados Unidos cumpliendo así con las reglas de Basilea III.
La revista Los 300 líderes más influyentes de México Archivado el 28 de julio de 2015 en Wayback Machine. incluye en la categoría de empresarios a Daniel Becker Feldman, presidente y director general del Grupo Financiero Mifel en el ranking número 31 en su publicación 2012
2011
El (IFC) del Banco Mundial invierte en Banca Mifel 25 millones de dólares que representan hasta un 18 por ciento de sus acciones, emitiendo nuevas acciones comunes.
La banca privada Mifel ha sido reconocida como “Mejor Banca Privada en México 2011” en diferentes oportunidades de forma consecutiva por la revista británica World_Finance especializada en temas financieros y de negocios.
Banca Mifel firma una alianza con la aseguradora Inglesa en 2011 RSA_Insurance_Group por 10 años
La revista Los 300 líderes más influyentes de México Archivado el 28 de julio de 2015 en Wayback Machine. incluye en la categoría de empresarios a Daniel Becker Feldman, presidente y director general del Grupo Financiero Mifel en el ranking número 29 en su publicación 2011
2008-2010
La publicación de las 500 empresas más importantes en México de CNN Expansion incluye dentro de su lista a Banca Mifel La revista Líderes Mexicanos coloca a Daniel Becker Feldman, presidente y director general del Grupo Financiero Mifel en su ranking número 31 en 2010 del número 33 en 2009, en 2008 la calificadora Standard & Poor's asigna la calificación de los créditos de Banca Mifel 'BB-/B' a través de la revista Forbes